# (34904) 3085 P-L
3085 P-L (asteroide 34904) é um asteroide da cintura principal. Possui uma excentricidade de 0.10741250 e uma inclinação de 10.34647º.
Este asteroide foi descoberto no dia 25 de setembro de 1960 por Cornelis Johannes van Houten e Ingrid van Houten-Groeneveld e Tom Gehrels em Palomar.